# بذرافشان زبانه گلی
بذرافشان زبانه گلی (نام علمی: Serratula salsa) نام یک گونه از سرده گل گندمی است.